# Eristena tetralitha
Eristena tetralitha là một loài bướm đêm trong họ Crambidae.